# Perales de Milla
Perales de Milla es un despoblado situado dentro del municipio español de Quijorna, entre la localidad homónima y la de Villanueva de Perales, en la Comunidad de Madrid. 

## Historia
La población de Perales de Milla comenzó a reducirse considerablemente en el siglo XV a causa de un brote de paludismo. La gente huía y se asentaba en una cercana zona de pastores, cuya labor de trashumancia les llevó a levantar chozas en este lugar para guardarse del frío, que empezó a denominarse "Villanueva de Perales". De aquí surge el actual Villanueva de Perales, localidad cruzada por las cañadas reales Segoviana y Leonesa. Villanueva junto con Perales de Milla pertenecían a Segovia, concretamente al partido de Casarrubios y estuvieron bajo la jurisdicción administrativa del señorío del Marqués de Perales hasta 1833 cuando pasaron a formar parte de la provincia de Madrid.